# John Bregar

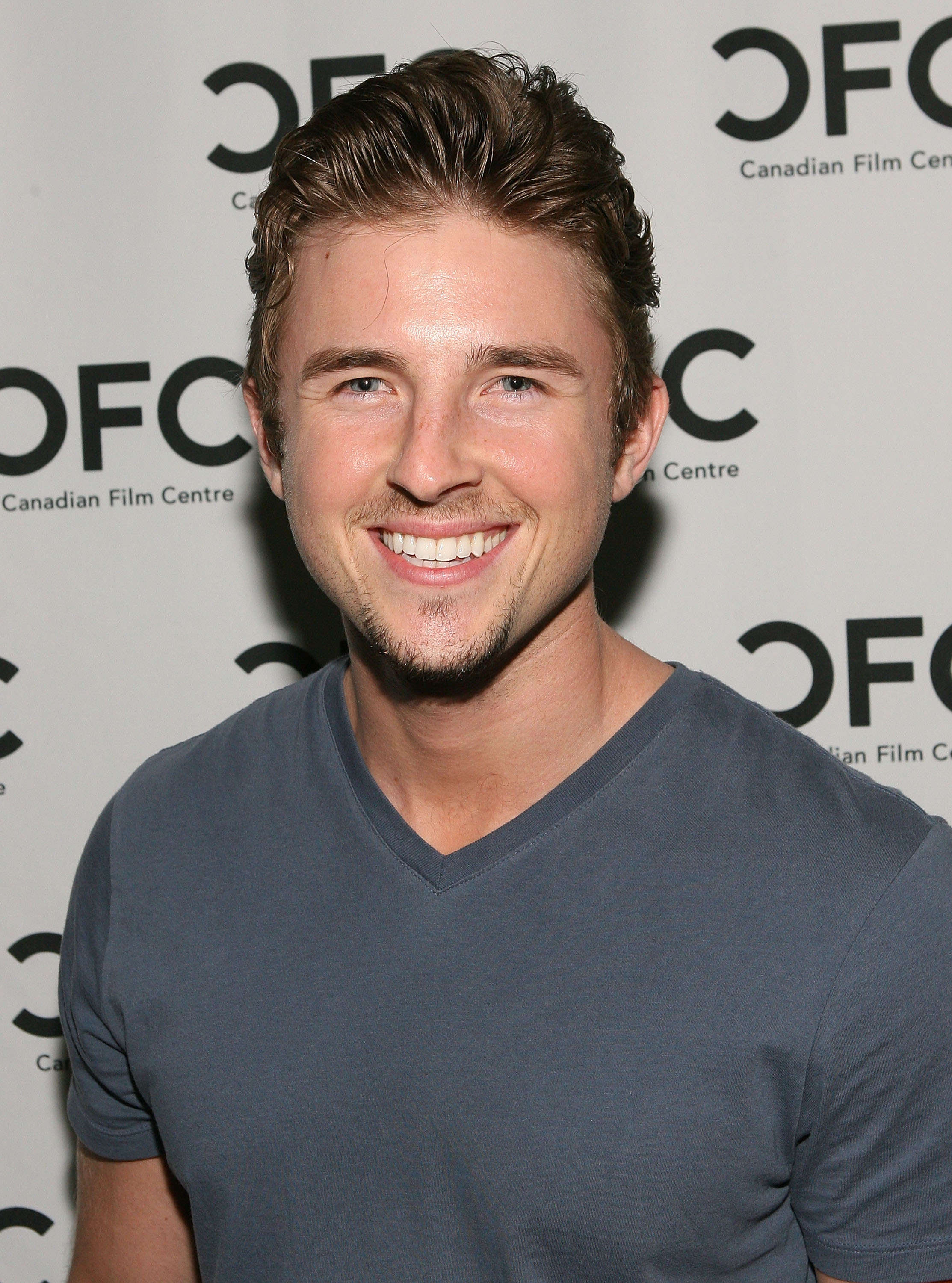
John Bregar

John Francis Bregar (* 1. März 1985 in Anaheim, Kalifornien, Vereinigte Staaten) ist ein kanadischer Schauspieler.

## Leben
John Bregar wurde 1985 in Anaheim, im US-Bundesstaat Kalifornien geboren.
Bregar machte sein Fernsehdebüt 2003 bis 2007 in 22 Folgen der Fernsehserie Degrassi: The Next Generation. 2006 hatte er seine erste Filmrolle in Its a Boy Girl thing.

## Filmografie
- 2003–2007: Degrassi: The Next Generation (Fernsehserie, 22 Folgen)
- 2005: Darcy’s Wild Life (Fernsehserie, Folge 2x09)
- 2006: Its a Boy Girl thing
- 2006: Canada Russia ’72 (Fernsehserie, 2 Folgen)
- 2007: The Jane Show (Jane Show, Fernsehserie, Folge 2x06)
- 2007: Halloween – Left for Dead (Left for Dead)
- 2008: Mit 17 bist Du tot (Dead at 17, Fernsehfilm)
- 2009: Being Erica – Alles auf Anfang (Being Erica, Fernsehserie, Folge 1x02)
- 2009: Taking a Chance on Love (Fernsehfilm)
- 2009: The Best Years: Auf eigenen Füßen (The Best Years, Fernsehserie, Folge 2x01)
- 2009: Flashpoint – Das Spezialkommando (Flashpoint, Fernsehserie, Folge 2x11 Amoklauf)
- 2009: Family Biz (Fernsehserie, 14 Folgen)
- 2010: New Year
- 2011: Jack of Diamonds (Fernsehfilm)
- 2011: Servitude
- 2011: Rookie Blue (Fernsehserie, Folge 2x09 Eine Frage der Loyalität)
- 2011: The Entitled
- 2011: Santa … verzweifelt gesucht (Desperately Seeking Santa, Fernsehfilm)
- 2012: Bloodwork
- 2013: Being Human (Fernsehserie, 2 Folgen)
- 2013: Murdoch Mysteries – Auf den Spuren mysteriöser Mordfälle (Murdoch Mysteries, Fernsehserie, Folge 6x10)
- 2013: Kick-Ass 2
- 2013: Satisfaction (Fernsehserie, Folge 1x10)
- 2013: The Mentalist (Fernsehserie, Folge 6x08 Das Spiel ist aus)
- 2013: Fir Crazy (Fernsehfilm)
- 2013: Ein Hund im Winter (Christmas With Tucker, Fernsehfilm, Sprechrolle)
- 2014: Die Autodiebe (Chop Shop, Fernsehserie, 6 Folgen)
- 2015: Saving Hope (Fernsehserie, 2 Folgen)
- 2016: Graped (Miniserie)
- 2017: Das Erwachen des Zodiac-Mörders (Awakening the Zodiac)
- 2017: Arthur and Annie (Fernsehfilm)
- 2018: IZombie (Fernsehserie, Folge 4x07 Im Netz des Playboys)
- 2018: TMI Crossing the Threshold
- 2019: Love Alaska (Fernsehfilm)